# Scaramouche (miniserie televisiva)
Scaramouche è uno sceneggiato televisivo in costume ambientato nel XVII secolo.

## Descrizione
La fiction, liberamente ispirata alla vita dell'attore Tiberio Fiorilli e alla maschera teatrale di Scaramuccia, è composta da 5 puntate, e nella sigla iniziale venne definita Teleromanzo musicale, perché vi sono presenti molti intermezzi musicali e balletti.
Registrato nei mesi di aprile e maggio del 1965, lo sceneggiato televisivo venne trasmesso nell'autunno dello stesso anno: dal 9 ottobre 1965 al 6 novembre 1965 su Rai Uno, emittente che all'epoca si chiamava Programma Nazionale.

## Trama

### Prima puntata
Tiberio Fiorillo viene obbligato dal padre, il capocomico Silvio Fiorillo, a recitare nella parte di Scaramuccia, ma si rifiuta di indossare la maschera, volendo mostrare il suo viso in quanto il comico, secondo lui, deve far ridere con la sua faccia: alla discussione che ne segue, viene a sapere di essere stato adottato e mantenuto grazie ad un appannaggio proveniente mensilmente da un nobile francese, il marchese De Mauriac.
Decide di cambiare il cognome in Fiorilli e di abbandonare la compagnia (dopo aver salutato Alba, la madre adottiva) per cercare fortuna; giunto a Roma, ha un alterco nell'osteria di Mastro Cencio con due delinquenti, Oreste er Paino e Nando Mezzacalzetta, e salva dalle loro molestie una giovane attrice, Marietta Biancolella.
Si adatta poi a vivere di espedienti, chiedendo l'elemosina e imbrogliando un farmacista, mastro Giulio, e sua moglie Genoveffa; giunto al mare riesce ad ottenere una grossa somma di denaro, 33 piastre, a spese di un turco, ed assume Memmo, un ladruncolo che lo ha scoperto, come valletto.

### Seconda puntata
Giunti in Toscana, Tiberio e Memmo incontrano una tribù di zingari, comandati da Ramirez, che, con uno stratagemma della zingara Zoraide, li deruba nella notte; al mattino vengono accolti dalla compagnia di attori capitanata da Salvatore Biancolella, il padre di Marietta, e da sua moglie Gioconda, e Fiorilli accetta la loro proposta di riprendere a recitare.
Per sfamare i suoi compagni d'arte, in una taverna, tenta di truffare un conte, Gualtiero di Barberino, che lo scopre, e decide di non punirlo se si recherà l'indomani, con la compagnia, ad una festa alla corte del granduca di Toscana Ferdinando de' Medici (questo perché il conte è innamorato di Marietta e la vuole corteggiare durante la festa).

### Terza puntata
Alla festa Tiberio ha un alterco con il conte, poiché anch'egli è innamorato della giovane, e lo sfida a duello: Fiorilli vince, ma è costretto ad abbandonare il Granducato di Toscana a causa di una legge che vieta i duelli e punisce con l'esilio chi ci partecipa.
Si imbarca a Pisa per Palermo con il fido Memmo e, durante il viaggio, conosce Irina, una giovane vedova di origine greca, promessa sposa a Josè (nipote del viceré di Sicilia), con cui cerca di trascorrere la notte, non riuscendoci a causa del mal di mare; il capitano della nave, Naskaris, geloso perché innamorato di Irina, fa catturare Tiberio e lo abbandona su una barca insieme al valletto.
I due vengono poi catturati da un gruppo di banditi siciliani comandati da Spartivento, che tengono prigioniera la figlia del barone di Monreale.

### Quarta puntata
Sconfitto in duello Spartivento, e liberata la baronessina di Monreale (Loretta Goggi), tenuta in ostaggio da quest'ultimo, Fiorilli assume il comando dei briganti; ma la banda viene catturata, e l'attore finisce in prigione, dove riceve la notizia di essere stato condannato a morte per impiccagione.
Assistito da padre Andrea, viene salvato dal viceré proprio al momento dell'esecuzione, grazie all'intercessione di Irina ed al barone di Monreale, grato per la liberazione della figlia.
Fiorilli in Sicilia riprende a recitare, mettendo su una propria compagnia, in cui c'è l'attrice Miranda, innamorata di lui; dopo qualche tempo, però, decide di partire per Parigi con i suoi attori.
Durante il viaggio salva una giovane ragazza, Costanza (Raffaella Carrà), lanciata a tutta velocità su una carrozza a causa di un cavallo imbizzarrito; giunto a Parigi, i suoi spettacoli ottengono subito un grande successo.
Cerca di conoscere il marchese De Mauriac, suo padre, ma scopre che è morto, che Costanza ne è la figlia (e, quindi, sua sorella) e che è fidanzata con Maurizio De Sèvre.

### Quinta puntata
Dopo uno spettacolo, Fiorilli va a salutare Molière, con cui ha un diverbio per il diverso modo di intendere il teatro; alla fine però i due decidono di lavorare insieme per divertire il Delfino di Francia, il futuro Re Sole.
Riescono a divertirlo dopo aver scoperto che il principe aveva due tappi nelle orecchie per non sentire le battute.
Nel frattempo in Italia la compagnia di Biancolella e quella dei Fiorillo decidono di unire le attività; ricevono poi informazioni sui successi di Tiberio in Francia.
Ma il cardinale Mazarino, primo ministro, perseguita De Sèvre, che si oppone al suo potere: Tiberio riesce a farlo espatriare in Inghilterra con la sua compagnia, dopodiché torna in Italia insieme al fido Memmo e si reca a Napoli dove ritrova Marietta, a cui dichiara nuovamente il suo amore.

## Le canzoni
In ogni puntata sono presenti alcune canzoni, cantate da Modugno (alcune di esse inedite su disco), e dei balletti; le coreografie dei balletti sono curate da Gisa Geert, l'aiuto coreografo è Rocco Leggieri, e i primi ballerini sono Umberto Pergola e Angelo Pietri.
Mentre le musiche originali sono arrangiate da Franco Pisano, che dirige anche l'orchestra, i brani di Modugno sono curati dal maestro Nello Ciangherotti.
Ecco i titoli delle canzoni eseguite:
- L'avventura: è la sigla iniziale, cantata da Modugno durante una cavalcata in un bosco; il tema musicale viene ripreso più volte nel corso dello sceneggiato, anche in una versione strumentale in cui la parte solista è suonata dalla tromba. Pubblicato in un disco tris (45 giri Curci SP 1012) insieme a nammurato 'e te e Lacrime d'amore, l'anno successivo è inserita nell'album Dio, come ti amo.
- Che fa un gatto innamorato: Modugno canta questa canzone nella prima puntata, mentre si riposa sull'amaca. Il brano viene ricantato anche nella quarta puntata in una versione ridotta durante uno spettacolo di Scaramuccia. Inedita su disco all'epoca, viene pubblicata solo postuma nel 1997 nell'album L'arca di Modugno, con il titolo cambiato in Canzone al gatto.
- È da lu mare che vennero li Turchi: cantata nella prima puntata in osteria, dopo essere entrato a Roma; Modugno si accompagna con la chitarra. Inedita su disco.
- Nnammurato 'e te: è la sigla finale di ogni puntata; pubblicata su 45 giri insieme a L'avventura e Lacrime d'amore.
- Te amo, te adoro: Modugno canta questa canzone nella seconda puntata, dichiarando il suo amore per Marietta; viene poi ripresa nell'ultima puntata, al momento del ritorno a Napoli. Inedita su disco.
- Ih oh ah: cantata durante la festa alla corte del Granduca di Toscana nella seconda puntata, questa canzone ha la stessa musica di È da lu mare che vennero li Turchi. Il brano viene ricantato anche nella quarta puntata in una versione ridotta durante uno spettacolo di Scaramuccia. Inedita su disco.
- Lacrime d'amore: cantata prima del duello nella terza puntata; pubblicata su 45 giri insieme a L'avventura e Nnammurato 'e te.
- Lu briganti: cantata nella terza puntata, dopo la cattura da parte dei briganti.
- Il pappagallo impertinente: cantata nella quinta puntata davanti al Delfino di Francia. Inedita su disco.